# حلقه‌های مشتری

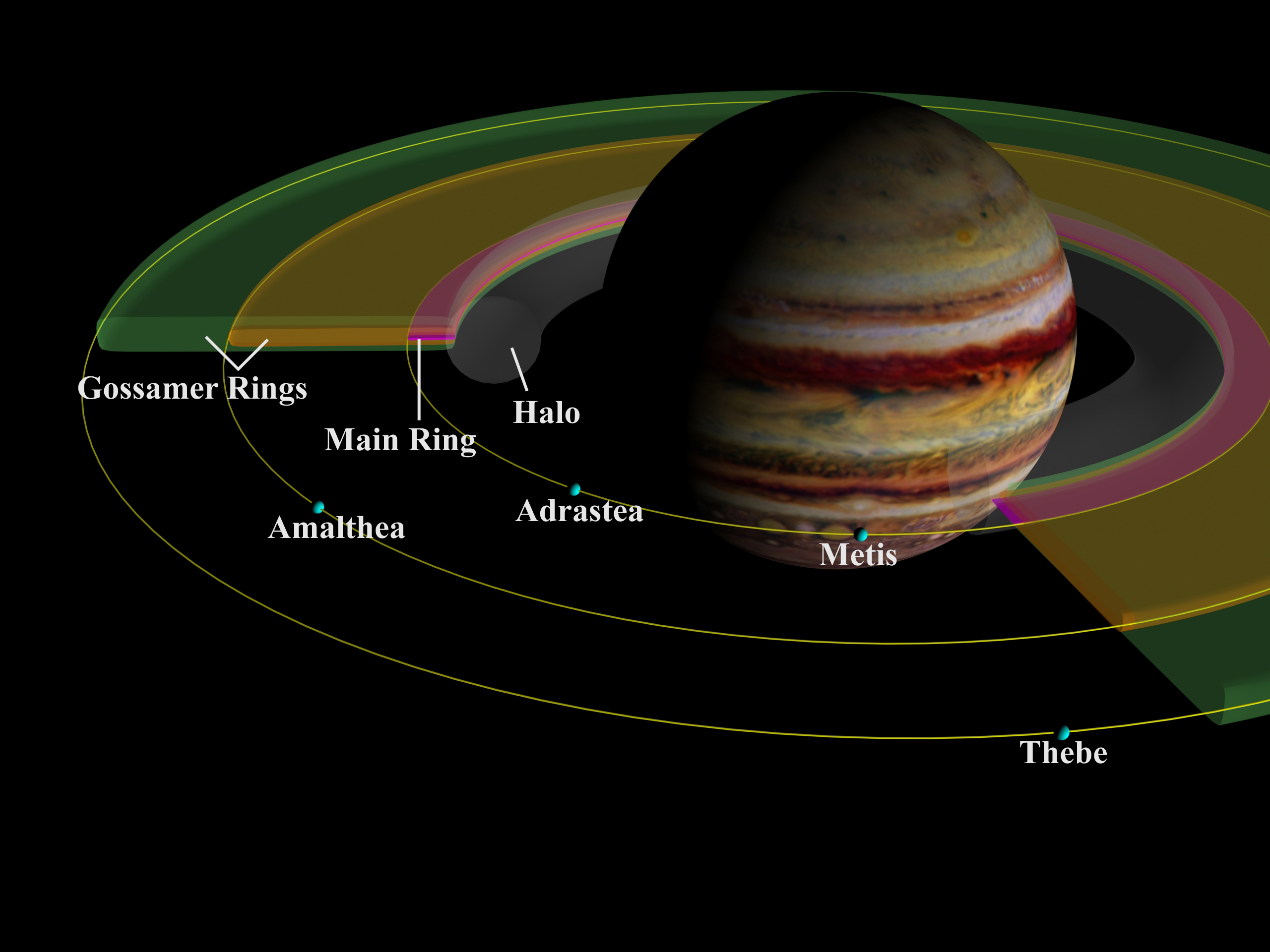
یک شمای کلی از سامانه حلقه‌ای سیاره مشتری (سیاره)مشتری که چهار جزء اصلی را نشان می‌دهد. برای ساده‌سازی، متیس و آدرستیا به گونه‌ای به تصویر کشیده شده‌اند که گویی مدار خود را به اشتراک می‌گذارند. (در واقعیت، متیس اندکی به مشتری نزدیک‌تر است)

سیاره مشتری دارای یک سامانه از حلقه‌های سیاره‌ای کم‌نور است. حلقه‌های مشتری پس از سامانه‌های حلقه‌های زحل و حلقه‌های اورانوس، سومین منظومه حلقه‌ای هستند که در منظومه خورشیدی کشف شده‌اند. حلقه اصلی مشتری در سال ۱۹۷۹ توسط کاوشگر فضایی وویجر ۱ کشف شد و این سامانه در دهه ۱۹۹۰ توسط مدارگرد فضاپیمای گالیله با جزئیات بیشتری مورد بررسی قرار گرفت. حلقه اصلی همچنین توسط تلسکوپ فضایی هابل و به مدت چند سال از زمین مشاهده شده است. رصد این حلقه‌ها از روی زمین به بزرگ‌ترین تلسکوپ‌های موجود نیاز دارد.
سامانه حلقه‌ای سیاره مشتری بسیار کم‌نور است و عمدتاً از غبار تشکیل شده است. این منظومه دارای چهار جزء اصلی است: یک چنبره ضخیم درونی از ذرات، معروف به «حلقه هاله»؛ یک «حلقه اصلی» که به‌طور استثنایی نازک و نسبتاً درخشان است؛ و دو حلقه بیرونی پهن، ضخیم و کم‌نور به نام «گاسَمِر» که برگرفته از نام‌های قمرهایی است که موادشان این حلقه‌ها را می‌سازند: آمالتئا و تبه.
حلقه‌های اصلی و هاله‌ای از غبارهایی تشکیل شده‌اند که در نتیجه برخوردهای پرسرعت از قمرهای متیس، آدرستیا و شاید اجرام کوچکتر و رصد نشده، به بیرون پرتاب شده‌اند. تصاویر با وضوح بالا که در فوریه و مارس ۲۰۰۷ توسط فضاپیمای نیو هورایزنز گرفته شده است، یک ساختار ریز و غنی را در حلقه اصلی نشان می‌دهد.
در نور مرئی و فروسرخ نزدیک، حلقه‌ها رنگی مایل به قرمز دارند، به جز حلقه هاله که خنثی یا آبی‌رنگ است. اندازه غبار موجود در حلقه‌ها متفاوت است، اما بیشترین مساحت سطح مقطع مربوط به ذرات غیرکروی با شعاع حدود ۱۵ میکرومتر در تمامی حلقه‌ها به جز حلقه هاله می‌باشد. حلقه هاله احتمالاً تحت سلطه غبار با اندازه کمتر از یک میکرومتر است. جرم کل سامانه حلقه‌ای (شامل اجرام اصلی تجزیه‌نشده) به خوبی مشخص نشده است، اما احتمالاً در محدوده ۱۰ به توان ۱۱ تا ۱۰ به توان ۱۶ کیلوگرم است. سن منظومه حلقه‌ای نیز مشخص نیست، اما ممکن است از زمان تشکیل مشتری وجود داشته بوده باشد.
به نظر می‌رسد یک حلقه یا کمان حلقه‌ای نزدیک به مدار قمر هیمالیا وجود دارد. یک توضیح این است که اخیراً یک قمر کوچک با هیمالیا برخورد کرده و نیروی ضربه، موادی را که حلقه را تشکیل می‌دهند، به بیرون پرتاب کرده است.

## کشف و ساختار
منظومه حلقه مشتری پس از سامانه‌های حلقه‌های زحل و حلقه‌های اورانوس، سومین سامانه‌ای بود که در منظومه خورشیدی کشف شد. اولین بار در ۴ مارس ۱۹۷۹ توسط فضاپیمای بدون سرنشین وویجر ۱ مشاهده شد.
این سامانه از چهار جزء اصلی تشکیل شده است: یک چنبره درونی ضخیم از ذرات معروف به «حلقه هاله»؛ یک «حلقه اصلی» نسبتاً درخشان و به‌طور استثنایی نازک؛ و دو حلقه بیرونی پهن، ضخیم و کم‌نور، موسوم به «حلقه‌های گاسمر» که از نام قمرهایی که موادشان، سازنده این حلقه‌ها است، گرفته شده‌اند: آمالتئا و تبه. مشخصه‌های اصلی حلقه‌های شناخته شده مشتری در جدول زیر آمده است.
در سال ۲۰۲۲، شبیه‌سازی‌های دینامیکی نشان دادند که کم‌نور بودن نسبی منظومه حلقه‌ای مشتری در مقایسه با سیاره کوچکتر، یعنی زحل، به دلیل تشدیدهای ناپایدارکننده ایجاد شده توسط قمرهای گالیله‌ای است.
| نام                | شعاع(ک‌م)        | طول(ک‌م) | ضخامت(ک‌م) | عمق نوری   | نسبت غبار | یادداشت                 |
| ------------------ | --------------- | ------- | --------- | ---------- | --------- | ----------------------- |
| هاله               | ۹۲ ۰۰۰–۱۲۲ ۵۰۰  | ۳۰ ۵۰۰  | ۱۲ ۵۰۰    | ~1 × ۱۰−۶  | ۱۰۰٪      |                         |
| حلقه اصلی          | 122 500–129 000 | 6 500   | 30–300    | 5.9 × ۱۰−۶ | ~۲۵٪      | توسط آدرستا جاروب می‌شود |
| حلقه آمالتئا گاسمر | ۱۲۹ ۰۰۰–۱۸۲ ۰۰۰ | ۵۳ ۰۰۰  | ۲ ۰۰۰     | ~1 × ۱۰−۷  | ۱۰۰٪      | متصل شده توسط آملتا     |
| حلقه تبه گاسمر     | ۱۲۹ ۰۰۰–۲۲۶ ۰۰۰ | ۹۷ ۰۰۰  | ۸ ۴۰۰     | ~3 × ۱۰−۸  | ۱۰۰٪      | توسط تبه متصل می‌شود     |

## حلقه اصلی

### ظاهر و ساختار

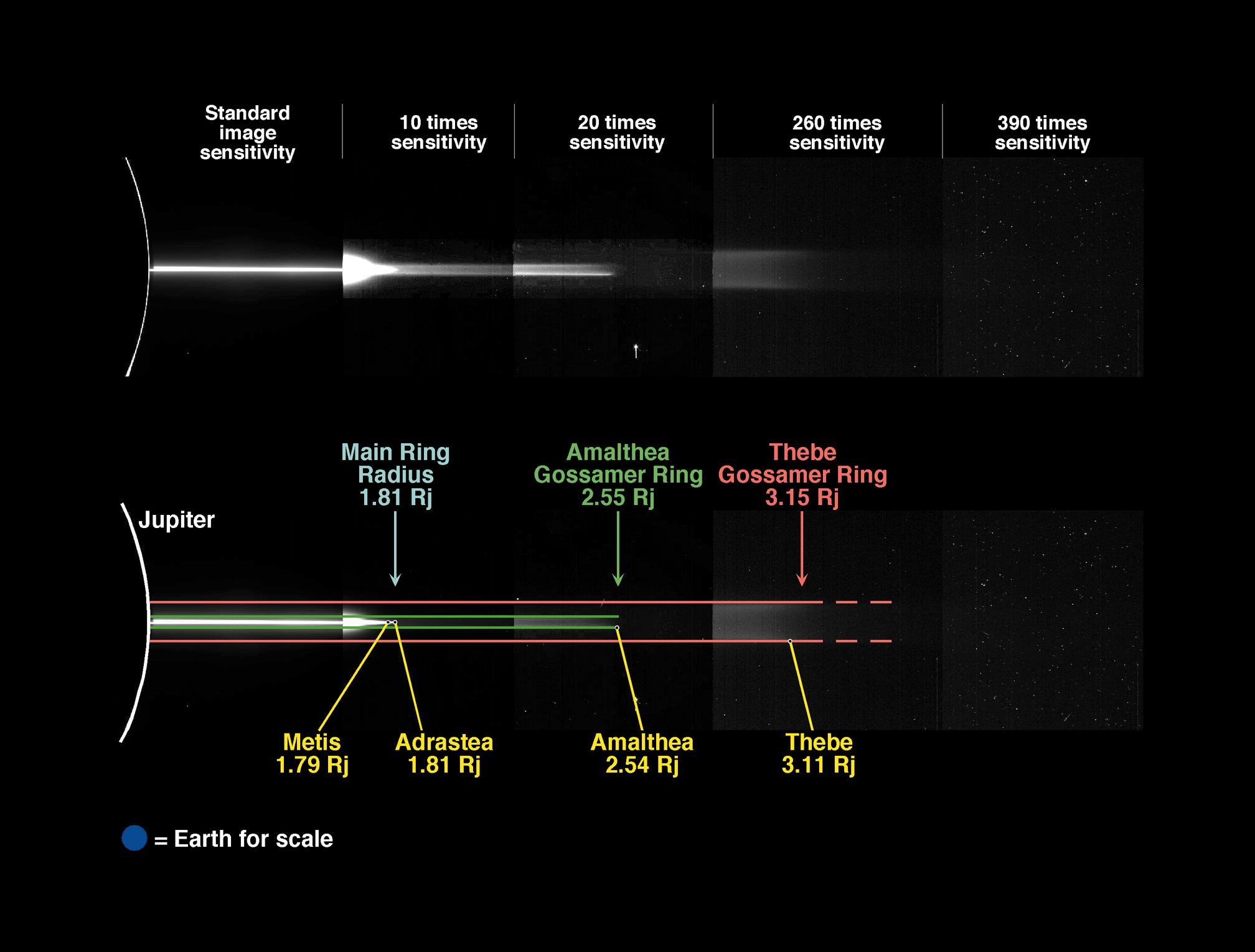
موزاییکی از تصاویر حلقه مشتری با شمایی که مکان حلقه‌ها و قمرها را نشان می‌دهد

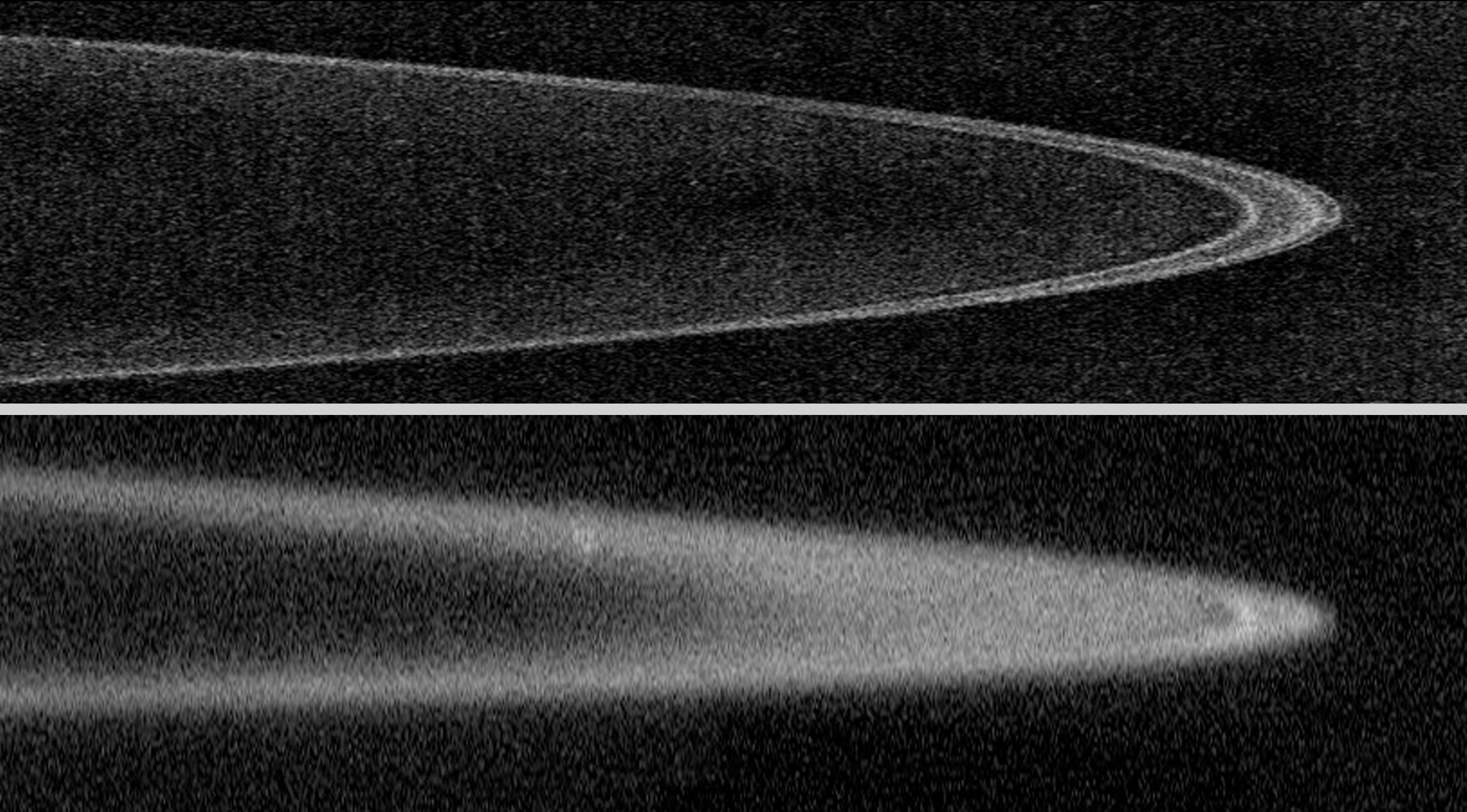
تصویر بالا حلقه اصلی را در نور بازتابیده شده از پشت به نمایش می‌گذارد که توسط فضاپیمای نیو هورایزنز دیده شده است. ساختار ظریف بخش بیرونی آن قابل مشاهده است. تصویر پایین حلقه اصلی را در نور پراکنده به جلو نشان می‌دهد که عدم وجود هر گونه ساختار به جز شکاف متیس را نشان می‌دهد.

متیس در لبه حلقه اصلی مشتری در حال گردش است، که توسط فضاپیمای نیو هورایزنز در سال ۲۰۰۷ به تصویر کشیده شده است

حلقه اصلی باریک و نسبتاً نازک درخشان‌ترین بخش سامانه حلقه‌ای مشتری است. لبه بیرونی آن در شعاعی در حدود ۱۲۹ هزار کیلومتر واقع شده است و با مدار کوچک‌ترین قمر داخلی مشتری، آدرستیا منطبق است. لبه درونی آن توسط هیچ قمری مشخص نشده است و تقریباً در حدود ۱۲۲ هزار و ۵۰۰ کیلومتری واقع شده است.
بنابراین عرض حلقه اصلی در حدود ۶۵۰۰ کیلومتر است. ظاهر حلقهٔ اصلی به هندسه دید بستگی دارد. در نور پراکنده به جلو درخشندگی حلقه اصلی در ۱۲۸ هزار ۶۰۰ کیلومتری شروع به کاهش شدید می‌کند (درست به سمت داخل مدار آدرستیا) و به سطح پس زمینه در ۱۲۹ هزار و ۳۰۰ کیلومتر می‌رسد - درست به سمت خارج مدار آدرستیا. بنابراین، آدرستیا در ۱۲۹ هزار کیلومتری به وضوح حلقه را شبانی می‌کند. درخشندگی همچنان در جهت مشتری افزایش می‌یابد و در نزدیکی مرکز حلقه در ۱۲۶ هزار کیلومتری به حداکثر می‌رسد، البته شکاف مشخصی در نزدیکی مدار متیس در ۱۲۸ هزار کیلومتری وجود دارد. در مقابل، به نظر می‌رسد که مرز درونی حلقه اصلی به آرامی از ۱۲۴ هزار تا ۱۲۰ هزار کیلومتر ناپدید می‌شود و در حلقه هاله ادغام می‌شود. در نور پراکنده به جلو همه حلقه‌های مشتری به ویژه درخشان هستند.
در نور پراکنده به عقب وضعیت متفاوت است. مرز بیرونی حلقه اصلی که در ۱۲۹ هزار و ۱۰۰ کیلومتری یا کمی آن طرف‌تر از مدار آدرستیا قرار دارد، بسیار پرشیب است. مدار قمر با یک شکاف در حلقه مشخص شده است، بنابراین یک حلقه نازک دقیقاً خارج از مدار آن وجود دارد. درست در داخل مدار آدرستیا حلقه دیگری وجود دارد که به دنبال آن یک شکاف با منشأ ناشناخته قرار دارد که تقریباً در ۱۲۸ هزار و ۵۰۰ کیلومتر واقع شده است. سومین حلقه در داخل شکاف مرکزی، در خارج از مدار متیس یافت می‌شود. درست زمانی که از مدار متیس به طرف خارج حرکت می‌کنیم درخشندگی حلقه به شدت کاهش می‌یابد و شکاف متیس را تشکیل می‌دهد. به طرف داخل از مدار متیس، درخشندگی حلقه بسیار کمتر از نور پراکنده به جلو افزایش می‌یابد. بنابراین در هندسهٔ پراکنده به عقب، به نظر می‌رسد که حلقه اصلی از دو قسمت مختلف تشکیل شده است: یک قسمت بیرونی باریک که از ۱۲۸ هزار تا ۱۲۹ هزار کیلومتری امتداد می‌یابد، که خود شامل سه حلقه باریک است که با بریدگی‌هایی از هم جدا شده‌اند، و یک قسمت درونی ضعیف‌تر از ۱۲۲ هزار و ۵۰۰ تا ۱۲۸ هزار کیلومتری، که فاقد هرگونه ساختار مرئی مانند هندسه پراکنش به جلو است. بریدگی متیس به عنوان مرز آنها عمل می‌کند. ساختار ریز حلقه اصلی در داده‌های مدارگرد گالیله کشف شد و در تصاویر پراکنده به عقب به دست آمده از نیو هورایزنز در فوریه-مارس ۲۰۰۷ به وضوح قابل مشاهده است.
رصدهای اولیه توسط تلسکوپ فضایی هابل (HST), تلسکوپ کک و فضاپیمای کاسینی-هویگنس نتوانستند آن را تشخیص دهند، احتمالاً به دلیل وضوح فضایی ناکافی. با این وجود، ساختار ریز در سال ۲۰۰۲–۲۰۰۳ توسط تلسکوپ کک با استفاده از اپتیک سازگار مشاهده شد.
هنگام مشاهده در نور پراکنده به عقب، حلقه اصلی به نظر می‌رسد که بسیار نازک است، و در جهت عمودی بیش از ۳۰ کیلومتر امتداد ندارد. در هندسه پراکندگی جانبی، ضخامت حلقه ۸۰–۱۶۰ کیلومتر است که تا حدودی در جهت مشتری (سیاره) افزایش می‌یابد. حلقه در نور پراکنده به جلو بسیار ضخیم‌تر به نظر می‌رسد - حدود ۳۰۰ کیلومتر. یکی از اکتشافات مدارگرد گالیله شکوفایی حلقه اصلی بود - ابری کم نور و نسبتاً ضخیم (حدود ۶۰۰ کیلومتر) از مواد که قسمت داخلی آن را احاطه کرده است. این شکوفه در جهت مرز داخلی حلقه اصلی در ضخامت رشد می‌کند و در آنجا به هاله تبدیل می‌شود.
تجزیه و تحلیل دقیق تصاویر گالیله تغییرات طولی درخشندگی حلقه اصلی را نشان داد که ارتباطی با هندسه دید ندارد. تصاویر گالیله همچنین برخی تکه‌تکه بودن در مقیاس ۵۰۰–۱۰۰۰ کیلومتر را در حلقه نشان دادند.
در فوریه-مارس ۲۰۰۷، فضاپیمای نیو هورایزنز جستجوی عمیقی برای یافتن قمرهای کوچک جدید در داخل حلقه اصلی انجام داد. در حالی که هیچ قمری با اندازه بزرگتر از ۰٫۵ کیلومتر یافت نشد، دوربین‌های فضاپیما هفت خوشه کوچک از ذرات حلقه را شناسایی کردند. آنها در داخل مدار آدرستیا در داخل یک حلقه متراکم به دور مشتری می‌چرخند. نتیجه‌گیری مبنی بر اینکه آنها خوشه هستند و نه قمرهای کوچک، بر اساس ظاهر سمتی کشیده آنها است. آنها ۰٫۱ تا ۰٫۳ درجه در طول حلقه را در بر می‌گیرند که معادل هزار تا ۳ هزار کیلومتر است. این خوشه‌ها به ترتیب به دو گروه پنج و دو عضوی تقسیم می‌شوند. ماهیت این خوشه‌ها مشخص نیست، اما مدارهای آنها نزدیک به رزونانس‌های مداری ۱۱۵:۱۱۶ و ۱۱۴:۱۱۵ با کتیس است. آنها ممکن است ساختارهای موجی باشند که توسط این تعامل تحریک شده‌اند.

## طیف و توزیع اندازه ذرات

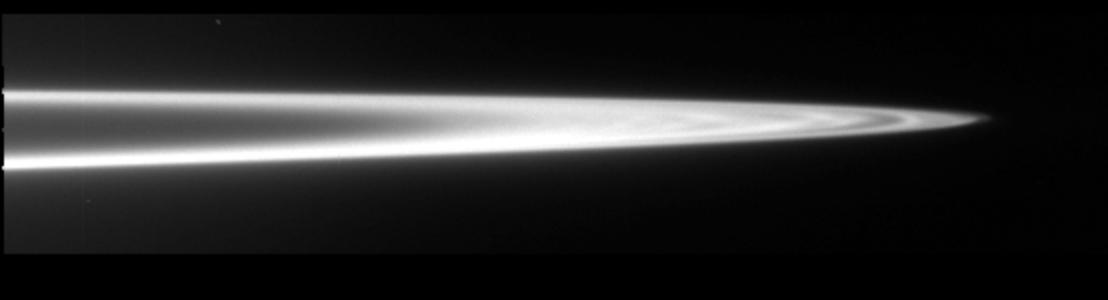
تصویر حلقه اصلی که توسط گالیله در نور پراکنده رو به جلو به دست آمده است. شکاف متیس به وضوح قابل مشاهده است.

طیف‌های به دست آمده از حلقه اصلی توسط تلسکوپ فضایی هابل، تلسکوپ کک، گالیله و کاسینی-هویگنس نشان داده‌اند که ذرات تشکیل دهنده آن قرمز هستند، به این معنی که سپیدایی آن‌ها در طول موج‌های بلندتر بیشتر است. طیف‌های موجود، محدوده ۰٫۵ تا ۲٫۵ میکرومتر را پوشش می‌دهند. تاکنون هیچ ویژگی طیفی یافت نشده است که بتوان آن را به ترکیبات شیمیایی خاصی نسبت داد، اگرچه مشاهدات کاسینی شواهدی از نوارهای جذب نزدیک ۰٫۸ میکرومتر و ۲٫۲ میکرومتر را ارائه کرده‌اند. طیف‌های حلقه اصلی بسیار شبیه به آدراستیا و آمالتئا هستند.
ویژگی‌های حلقه اصلی را می‌توان با این فرضیه توضیح داد که حاوی مقادیر قابل توجهی از گرد و غبار با اندازه ذرات ۰٫۱ تا ۱۰ میکرومتر است. این موضوع، پراکندگی رو به جلوی قوی‌تر نور را در مقایسه با پراکندگی رو به عقب توضیح می‌دهد. با این حال، برای توضیح پراکندگی قوی رو به عقب و ساختار ظریف در قسمت بیرونی روشن حلقه اصلی، به اجسام بزرگتری نیاز است.
تحلیل داده‌های فازی و طیفی موجود به این نتیجه منجر می‌شود که توزیع اندازه ذرات کوچک در حلقه اصلی از یک قانون توانی تبعیت می‌کند:
𝑛(𝑟)=𝐴×𝑟−𝑞
در این رابطه، 𝑛(𝑟) 𝑑𝑟 تعداد ذراتی با شعاع بین 𝑟 و 𝑟 + 𝑑𝑟 است و 𝐴 یک پارامتر نرمال‌سازی است که برای تطبیق با شار نوری کل شناخته شده از حلقه انتخاب می‌شود. پارامتر q برای ذرات با 𝑟 < ۱۵ ± ۰٫۳ میکرومتر، برابر با ۲٫۰ ± ۰٫۲ و برای ذرات با 𝑟 > ۱۵ ± ۰٫۳ میکرومتر، برابر با ۵ ± ۱ است. توزیع اجسام بزرگ در محدوده اندازه میلی‌متر تا کیلومتر در حال حاضر نامشخص است. پراکندگی نور در این مدل تحت سلطه ذرات با r حدود ۱۵ میکرومتر است.
قانون توان ذکر شده در بالا امکان تخمین عمق نوری 𝜏 حلقه اصلی را فراهم می‌کند: 𝜏𝑙=۴٫۷×۱۰−۶ برای اجسام بزرگ و 𝜏𝑠=۱٫۳×۱۰−۶ برای گرد و غبار. این عمق نوری به این معنی است که سطح مقطع کل همه ذرات داخل حلقه حدود ۵۰۰۰ کیلومتر مربع است. انتظار می‌رود که ذرات موجود در حلقه اصلی اشکال غیر کروی داشته باشند. جرم کل گرد و غبار ۱۰۷ تا ۱۰۹ کیلوگرم تخمین زده می‌شود. جرم اجسام بزرگ، به استثنای متیس و آدراستیا، ۱۰۱۱ تا ۱۰۱۶ کیلوگرم است. این مقدار به حداکثر اندازه آن‌ها بستگی دارد - مقدار بالایی مربوط به حداکثر قطر حدود ۱ کیلومتر است. این جرم‌ها را می‌توان با جرم آدراستیا، که حدود ۲ × ۱۰۱۵ کیلوگرم، آمالتئا، حدود ۲ × ۱۰۱۸ کیلوگرم، و ماه زمین، ۷٫۴ × ۱۰۲۲ کیلوگرم، مقایسه کرد.
وجود دو جمعیت ذرات در حلقه اصلی توضیح می‌دهد که چرا ظاهر آن به هندسه دید بستگی دارد. گرد و غبار نور را ترجیحاً در جهت رو به جلو پراکنده می‌کند و یک حلقه همگن نسبتاً ضخیم را تشکیل می‌دهد که توسط مدار آدراستیا محدود شده است. در مقابل، ذرات بزرگ، که در جهت عقب پراکنده می‌شوند، در تعدادی حلقه بین مدارهای متیس و آدراستیا محصور شده‌اند.

## منشأ و سن

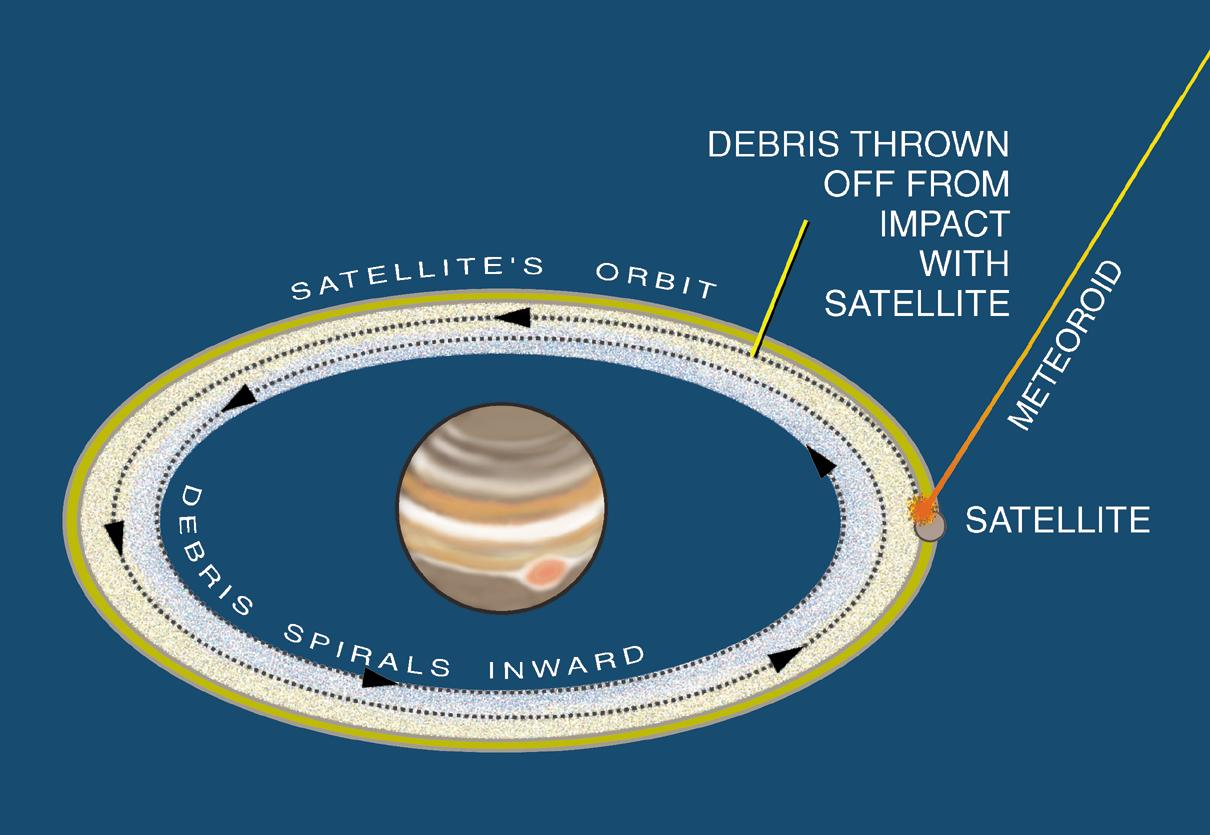
نموداری که تشکیل حلقه‌های مشتری را نشان می‌دهد

گرد و غبار به‌طور مداوم از حلقه اصلی توسط ترکیبی از نیروی پسار پوینتینگ-رابرتسون و نیروهای الکترومغناطیسی از مغناطیس‌سپهر مشتری حذف می‌شود. مواد فرار مانند یخ‌ها به سرعت تبخیر می‌شوند. طول عمر ذرات گرد و غبار در حلقه از ۱۰۰ تا ۱۰۰۰ سال است، بنابراین گرد و غبار باید به‌طور مداوم در برخورد بین اجسام بزرگ با اندازه‌های ۱ سانتی‌متر تا ۰٫۵ کیلومتر و بین همان اجسام بزرگ و ذرات با سرعت بالا که از خارج از منظومه مشتری می‌آیند، دوباره پر شود. این جمعیت اجسام والد به قسمت باریک و روشن بیرونی حلقه اصلی محدود می‌شود و شامل متیس و آدراستیا می‌شود. بزرگ‌ترین اجسام والد باید کمتر از ۰٫۵ کیلومتر باشند. حد بالایی اندازه آن‌ها توسط فضاپیمای نیوهورایزنز به دست آمد. حد بالایی قبلی، که از مشاهدات تلسکوپ فضایی هابل و کاسینی به دست آمده بود، نزدیک به ۴ کیلومتر بود. گرد و غبار تولید شده در برخوردها تقریباً همان عناصر مداری را که اجسام والد دارند، حفظ می‌کند و به آرامی در جهت مشتری به صورت مارپیچ حرکت می‌کند و قسمت داخلی کم‌نور (در نور پراکنده شده به عقب) حلقه اصلی و حلقه هاله را تشکیل می‌دهد. سن حلقه اصلی در حال حاضر ناشناخته است، اما ممکن است آخرین بقایای جمعیت گذشته اجسام کوچک در نزدیکی مشتری باشد.

### چین‌خوردگی‌های عمودی
تصاویر کاوشگرهای فضایی گالیله و نیوهورایزنز وجود دو مجموعه از چین‌خوردگی‌های عمودی مارپیچی را در حلقه اصلی نشان می‌دهد. این امواج با گذشت زمان، با نرخی که برای پسروی گره‌ای تفاضلی در میدان گرانشی مشتری انتظار می‌رود، پیچیده‌تر می‌شوند. با برون‌یابی به عقب، به نظر می‌رسد که برجسته‌ترین مجموعه از این دو موج در سال ۱۹۹۵، در حدود زمان برخورد دنباله‌دار شومیکر-لوی ۹ با مشتری، تحریک شده است، در حالی که مجموعه کوچکتر مربوط به نیمه اول سال ۱۹۹۰ است. مشاهدات گالیله در نوامبر ۱۹۹۶ با طول موج‌های ۱۹۲۰ ± ۱۵۰ و ۶۳۰ ± ۲۰ کیلومتر و دامنه‌های عمودی ۲٫۴ ± ۰٫۷ و ۰٫۶ ± ۰٫۲ کیلومتر برای مجموعه‌های بزرگتر و کوچکتر امواج مطابقت دارد. تشکیل مجموعه بزرگتر امواج را می‌توان با این فرض توضیح داد که حلقه تحت تأثیر ابری از ذرات آزاد شده توسط دنباله‌دار با جرم کل در حدود ۲–۵ × ۱۰۱۲ کیلوگرم قرار گرفته است، که حلقه را ۲ کیلومتر از صفحه استوایی منحرف کرده است. الگوی موج مارپیچی مشابهی که با گذشت زمان سفت می‌شود، توسط کاسینی در حلقه‌های C و D زحل مشاهده شده است.

## حلقه هاله

### ظاهر و ساختار

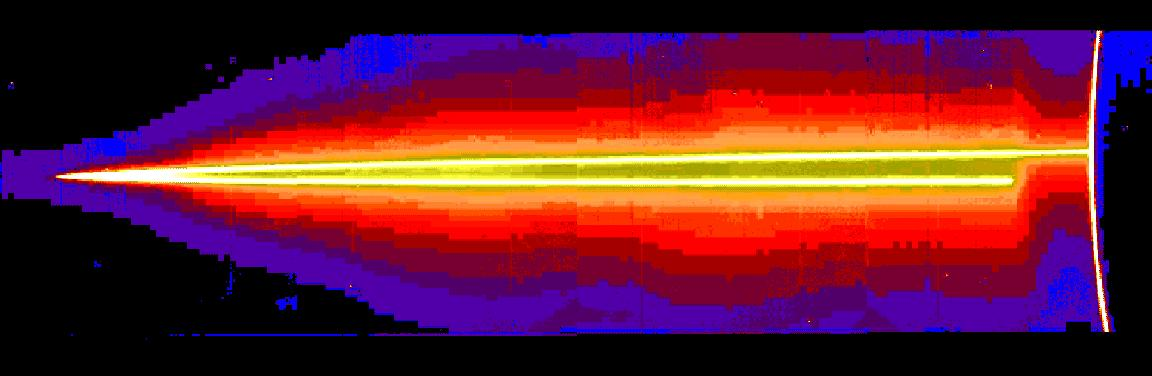
تصویر رنگی کاذب از حلقه هاله که توسط گالیله در نور پراکنده رو به جلو به دست آمده است

حلقه هاله داخلی‌ترین و ضخیم‌ترین حلقه عمودی مشتری است. لبه بیرونی آن تقریباً در شعاع ۱۲۲۵۰۰ کیلومتر (۱٫۷۲ RJ) با مرز داخلی حلقه اصلی منطبق است. از این شعاع، حلقه به سرعت به سمت مشتری ضخیم‌تر می‌شود. وسعت عمودی واقعی هاله مشخص نیست، اما وجود ماده آن تا ارتفاع ۱۰۰۰۰ کیلومتر بالاتر از صفحه حلقه شناسایی شده است. مرز داخلی هاله نسبتاً تیز است و در شعاع ۱۰۰۰۰۰ کیلومتر (۱٫۴ RJ) قرار دارد، اما مقداری ماده در فاصله بیشتری به سمت داخل تا حدود ۹۲۰۰۰ کیلومتر وجود دارد؛ بنابراین عرض حلقه هاله حدود ۳۰۰۰۰ کیلومتر است. شکل آن شبیه یک چنبره ضخیم بدون ساختار داخلی مشخص است. برخلاف حلقه اصلی، ظاهر هاله به هندسه دید بستگی چندانی ندارد.
حلقه هاله در نور پراکنده شده به جلو درخشان‌ترین حالت را دارد، که به‌طور گسترده توسط گالیله تصویربرداری شده است. در حالی که روشنایی سطح آن بسیار کمتر از حلقه اصلی است، شار فوتون مجتمع عمودی آن (عمود بر صفحه حلقه) به دلیل ضخامت بسیار بزرگتر آن قابل مقایسه است. با وجود ادعای وسعت عمودی بیش از ۲۰۰۰۰ کیلومتر، روشنایی هاله به شدت به سمت صفحه حلقه متمرکز شده است و از یک قانون توانی به شکل z−۰٫۶ تا z−۱٫۵ پیروی می‌کند، که در آن z ارتفاع بالای صفحه حلقه است. ظاهر هاله در نور پراکنده شده به عقب، همان‌طور که توسط کک و تلسکوپ فضایی هابل مشاهده می‌شود، یکسان است. با این حال، شار فوتون کل آن چندین برابر کمتر از حلقه اصلی است و بیشتر از نور پراکنده شده به جلو در نزدیکی صفحه حلقه متمرکز شده است.
ویژگی‌های طیفی حلقه هاله با حلقه اصلی متفاوت است. توزیع شار در محدوده ۰٫۵–۲٫۵ میکرومتر صاف‌تر از حلقه اصلی است. هاله قرمز نیست و حتی ممکن است آبی باشد.

### منشأ حلقه هاله
ویژگی‌های نوری حلقه هاله را می‌توان با این فرضیه توضیح داد که این حلقه تنها از گرد و غبار با اندازه ذرات کمتر از ۱۵ میکرومتر تشکیل شده است. بخش‌هایی از هاله که دور از صفحه حلقه قرار دارند ممکن است از گرد و غبار زیرمیکرونی تشکیل شده باشند. این ترکیب غبارآلود پراکندگی بسیار قوی‌تر رو به جلو، رنگ‌های آبی‌تر و عدم وجود ساختار قابل مشاهده در هاله را توضیح می‌دهد. گرد و غبار احتمالاً از حلقه اصلی سرچشمه می‌گیرد، ادعایی که با این واقعیت که عمق نوری هاله 𝜏𝑠∼۱۰−۶ با عمق گرد و غبار در حلقه اصلی قابل مقایسه است، پشتیبانی می‌شود. ضخامت زیاد هاله را می‌توان به تحریک تمایلات مداری و خروج از مرکز مداری ذرات گرد و غبار توسط نیروهای الکترومغناطیسی در مگنتوسفر مشتری نسبت داد. مرز بیرونی حلقه هاله با محل یک تشدید لورنتس قوی ۳:۲ منطبق است. همان‌طور که نیروی پسار پوینتینگ-رابرتسون باعث می‌شود ذرات به آرامی به سمت مشتری حرکت کنند، تمایلات مداری آن‌ها هنگام عبور از آن تحریک می‌شود. شکوفایی حلقه اصلی ممکن است آغاز هاله باشد. مرز داخلی حلقه هاله خیلی از قوی‌ترین تشدید لورنتس ۲:۱ دور نیست. در این تشدید، تحریک احتمالاً بسیار قابل توجه است و ذرات را مجبور می‌کند به جو مشتری فروروند و در نتیجه یک مرز داخلی تیز تعریف می‌کنند. هاله که از حلقه اصلی مشتق شده است، هم‌سن آن است.

## حلقه‌های گسامر

### حلقه گسامر آمالتئا
حلقه گسامر آمالتئا یک ساختار بسیار کم‌نور با مقطع مستطیلی است که از مدار آمالتئا در ۱۸۲۰۰۰ کیلومتر (۲٫۵۴ RJ) تا حدود ۱۲۹۰۰۰ کیلومتر (۱٫۸۰ RJ) امتداد دارد. مرز داخلی آن به دلیل وجود حلقه اصلی و هاله بسیار روشن‌تر، به وضوح مشخص نشده است. ضخامت حلقه در نزدیکی مدار آمالتئا تقریباً ۲۳۰۰ کیلومتر است و در جهت مشتری کمی کاهش می‌یابد. حلقه گسامر آمالتئا در واقع در نزدیکی لبه‌های بالا و پایین خود روشن‌ترین است و به تدریج به سمت مشتری روشن‌تر می‌شود. یکی از لبه‌ها اغلب روشن‌تر از دیگری است. مرز بیرونی حلقه نسبتاً شیب‌دار است. روشنایی حلقه درست در داخل مدار آمالتئا به شدت کاهش می‌یابد، اگرچه ممکن است یک گسترش کوچک فراتر از مدار ماهواره داشته باشد که نزدیک به رزونانس ۴:۳ با تب به پایان می‌رسد. در نور پراکنده شده به جلو، حلقه حدود ۳۰ برابر کم‌نورتر از حلقه اصلی به نظر می‌رسد. در نور پراکنده شده به عقب، تنها توسط تلسکوپ کک و ACS (دوربین پیشرفته نقشه‌برداری) در تلسکوپ فضایی هابل شناسایی شده است. تصاویر پراکندگی به عقب، ساختار اضافی را در حلقه نشان می‌دهند: اوج روشنایی درست در داخل مدار آمالتئا و محدود به لبه بالا یا پایین حلقه.
در سال‌های ۲۰۰۲–۲۰۰۳، فضاپیمای گالیله دو بار از میان حلقه‌های گسامر عبور کرد. در طول آن‌ها، شمارنده گرد و غبار آن، ذرات گرد و غبار را در محدوده اندازه ۰٫۲–۵ میکرومتر تشخیص داد. علاوه بر این، اسکنر ستاره‌ای فضاپیمای گالیله اجسام کوچک و مجزا (کمتر از ۱ کیلومتر) را در نزدیکی آمالتئا شناسایی کرد. این‌ها ممکن است نشان‌دهنده بقایای برخوردی باشند که از برخورد با این ماهواره ایجاد شده‌اند.
شناسایی حلقه گسامر آمالتئا از زمین، در تصاویر گالیله و اندازه‌گیری‌های مستقیم گرد و غبار، امکان تعیین توزیع اندازه ذرات را فراهم کرده است، که به نظر می‌رسد از همان قانون توانی که گرد و غبار در حلقه اصلی با q=۲ ± ۰٫۵ دارد، پیروی می‌کند. عمق نوری این حلقه حدود ۱۰به توان منفی ۷ است که یک مرتبه بزرگی کمتر از حلقه اصلی است، اما جرم کل گرد و غبار (۱۰ به توان ۷–۱۰ به توان ۹ کیلوگرم) قابل مقایسه است.

### حلقه گسامر تب
حلقه گسامر تب (ثیب)، کم‌نورترین حلقه مشتری است. این حلقه به صورت یک ساختار بسیار کم‌نور با مقطع مستطیلی ظاهر می‌شود که از مدار تب در ۲۲۶۰۰۰ کیلومتر (۳٫۱۱ RJ) تا حدود ۱۲۹۰۰۰ کیلومتر (۱٫۸۰ RJ) امتداد دارد. مرز داخلی آن به دلیل وجود حلقه اصلی و هاله بسیار روشن‌تر، به وضوح مشخص نشده است. ضخامت حلقه در نزدیکی مدار تب تقریباً ۸۴۰۰ کیلومتر است و در جهت سیاره کمی کاهش می‌یابد. حلقه گسامر تب در نزدیکی لبه‌های بالا و پایین خود روشن‌ترین است و به تدریج به سمت مشتری روشن‌تر می‌شود - بسیار شبیه به حلقه آمالتئا. مرز بیرونی حلقه چندان شیب‌دار نیست و بیش از ۱۵۰۰۰ کیلومتر امتداد دارد. یک ادامه به سختی قابل مشاهده از حلقه فراتر از مدار تب وجود دارد که تا ۲۸۰۰۰۰ کیلومتر (۳٫۷۵ RJ) گسترش می‌یابد و به آن ادامه تب می‌گویند. در نور پراکنده شده به جلو، حلقه حدود ۳ برابر کم‌نورتر از حلقه گسامر آمالتئا به نظر می‌رسد. در نور پراکنده شده به عقب، تنها توسط تلسکوپ کک شناسایی شده است. تصاویر پراکندگی به عقب یک قله روشنایی را درست در داخل مدار تب نشان می‌دهند. در سال‌های ۲۰۰۲–۲۰۰۳، شمارنده گرد و غبار فضاپیمای گالیله ذرات گرد و غبار را در محدوده اندازه ۰٫۲–۵ میکرومتر - مشابه حلقه آمالتئا - شناسایی کرد و نتایج به دست آمده از تصویربرداری را تأیید کرد.
عمق نوری حلقه گسامر تب حدود ۳ × ۱۰−۸ است که سه برابر کمتر از حلقه گسامر آمالتئا است، اما جرم کل گرد و غبار یکسان است - حدود ۱۰۷–۱۰۹ کیلوگرم. با این حال، توزیع اندازه ذرات گرد و غبار تا حدودی کم‌عمق‌تر از حلقه آمالتئا است. این از یک قانون توانی با q < 2 پیروی می‌کند. در ادامه تب، پارامتر q ممکن است حتی کوچکتر باشد.

### منشأ حلقه‌های گسامر
گرد و غبار موجود در حلقه‌های گسامر اساساً به همان روشی که در حلقه اصلی و هاله وجود دارد، منشأ می‌گیرد. منابع آن به ترتیب قمرهای داخلی مشتری، آمالتئا و تب هستند. برخوردهای با سرعت بالا توسط پرتابه‌هایی که از خارج از منظومه مشتری می‌آیند، ذرات گرد و غبار را از سطوح آن‌ها خارج می‌کنند. این ذرات در ابتدا همان مدارهای قمرهای خود را حفظ می‌کنند، اما سپس به تدریج توسط نیروی پسار پوینتینگ-رابرتسون به سمت داخل حرکت می‌کنند. ضخامت حلقه‌های گسامر به دلیل تمایلات مداری غیر صفر، توسط حرکات عمودی قمرها تعیین می‌شود. این فرضیه به‌طور طبیعی تقریباً تمام ویژگی‌های قابل مشاهده حلقه‌ها را توضیح می‌دهد: مقطع مستطیلی، کاهش ضخامت در جهت مشتری و روشن شدن لبه‌های بالا و پایین حلقه‌ها.
با این حال، برخی از ویژگی‌ها تاکنون توضیح داده نشده‌اند، مانند ادامه تب، که ممکن است به دلیل اجسام نادیده در خارج از مدار تب باشد، و ساختارهایی که در نور پراکنده شده به عقب قابل مشاهده هستند. یک توضیح ممکن برای ادامه تب، تأثیر نیروهای الکترومغناطیسی از مغناطیس‌سپهر مشتری است. هنگامی که گرد و غبار وارد سایه پشت مشتری می‌شود، بار الکتریکی خود را نسبتاً سریع از دست می‌دهد. از آنجایی که ذرات گرد و غبار کوچک تا حدی با سیاره می‌چرخند، در طول عبور سایه به سمت بیرون حرکت می‌کنند و یک گسترش بیرونی از حلقه گسامر تب ایجاد می‌کنند. همین نیروها می‌توانند افت در توزیع ذرات و روشنایی حلقه را توضیح دهند که بین مدارهای آمالتئا و تب رخ می‌دهد.
اوج روشنایی درست در داخل مدار آمالتئا و بنابراین، عدم تقارن عمودی حلقه گسامر آمالتئا ممکن است به دلیل ذرات گرد و غباری باشد که در نقاط لاگرانژی پیشرو (L4) و دنباله‌دار (L5) این قمر به دام افتاده‌اند. ذرات همچنین ممکن است مدارهای نعل اسبی را بین نقاط لاگرانژی دنبال کنند. گرد و غبار ممکن است در نقاط لاگرانژی پیشرو و دنباله‌دار تب نیز وجود داشته باشد. این کشف نشان می‌دهد که دو جمعیت ذره در حلقه‌های گسامر وجود دارد: یکی به آرامی در جهت مشتری، همان‌طور که در بالا توضیح داده شد، حرکت می‌کند، در حالی که دیگری در نزدیکی یک قمر منبع در تشدید ۱:۱ با آن به دام افتاده است.

## حلقه هیمالیا

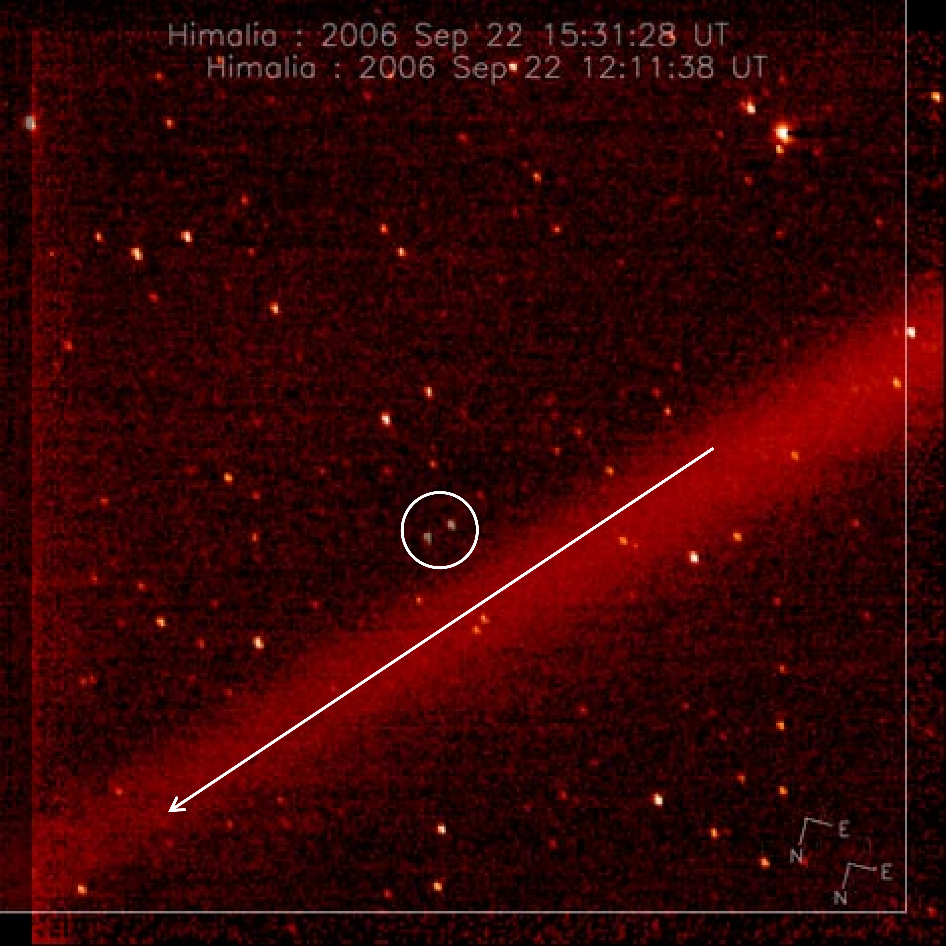
تصویر ترکیبی از شش تصویر نیوهورایزنز از حلقه احتمالی هیمالیا. نوردهی دوگانه هیمالیا دایره شده است. پیکان به مشتری اشاره می‌کند.

در سپتامبر ۲۰۰۶، زمانی که مأموریت نیوهورایزنز ناسا برای رسیدن به پلوتو به مشتری نزدیک شد تا از کمک گرانشی آن استفاده کند، از چیزی که به نظر می‌رسید یک حلقه سیاره‌ای کم‌نور یا قوس حلقه‌ای ناشناخته قبلی است، موازی و کمی در داخل مدار قمر نامنظم هیمالیا، عکاسی کرد. مقدار مواد در قسمتی از حلقه یا قوس تصویربرداری شده توسط نیوهورایزنز حداقل ۰٫۰۴ کیلومتر مکعب بود، با این فرض که دارای سپیدایی مشابه هیمالیا باشد. اگر این حلقه (قوس) بقایای هیمالیا باشد، با توجه به حرکت تقدیمی در مقیاس قرن مدار هیمالیا، باید اخیراً تشکیل شده باشد. این امکان وجود دارد که این حلقه بقایای برخورد یک قمر بسیار کوچک کشف نشده به هیمالیا باشد، که نشان می‌دهد مشتری ممکن است همچنان از طریق برخوردها قمرهای کوچک را به دست آورد و از دست بدهد.

## اکتشاف
وجود حلقه‌های مشتری از مشاهدات کمربندهای تابشی سیاره توسط فضاپیمای پایونیر ۱۱ در سال ۱۹۷۵ استنباط شد. در سال ۱۹۷۹، فضاپیمای وویجر ۱ یک تصویر بیش از حد نوردهی شده از سیستم حلقه را به دست آورد. تصویربرداری گسترده‌تر توسط وویجر ۲ در همان سال انجام شد که امکان تعیین تقریبی ساختار حلقه را فراهم کرد. کیفیت برتر تصاویر به دست آمده توسط مدارگرد گالیله بین سال‌های ۱۹۹۵ و ۲۰۰۳، دانش موجود در مورد حلقه‌های مشتری را تا حد زیادی گسترش داد. مشاهدات زمینی حلقه‌ها توسط تلسکوپ کک در سال‌های ۱۹۹۷ و ۲۰۰۲ و تلسکوپ فضایی هابل در سال ۱۹۹۹ ساختار غنی قابل مشاهده در نور پراکنده شده به عقب را نشان داد. تصاویری که توسط فضاپیمای نیوهورایزنز در فوریه تا مارس ۲۰۰۷ ارسال شد، امکان مشاهده ساختار ظریف حلقه اصلی را برای اولین بار فراهم کرد. در سال ۲۰۰۰، فضاپیمای کاسینی در مسیر خود به سمت زحل، مشاهدات گسترده‌ای از سامانه حلقه مشتری انجام داد. ماموریت‌های آینده به سامانه مشتری اطلاعات بیشتری در مورد حلقه‌ها ارائه خواهند داد.

## نگاارخانه

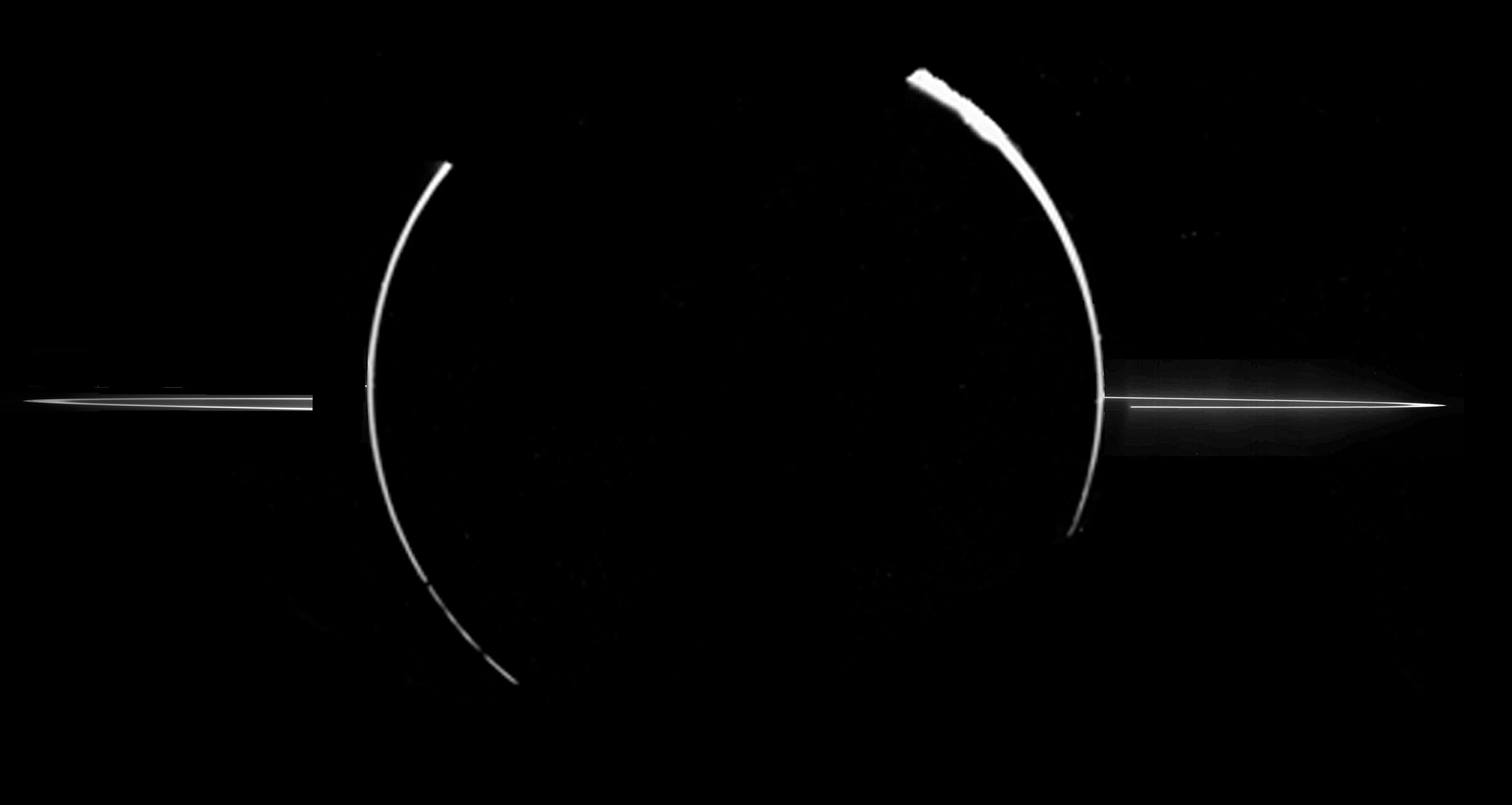
سامانه حلقه مشتری همانطور که توسط فضاپیمای گالیله تصویربرداری شده است
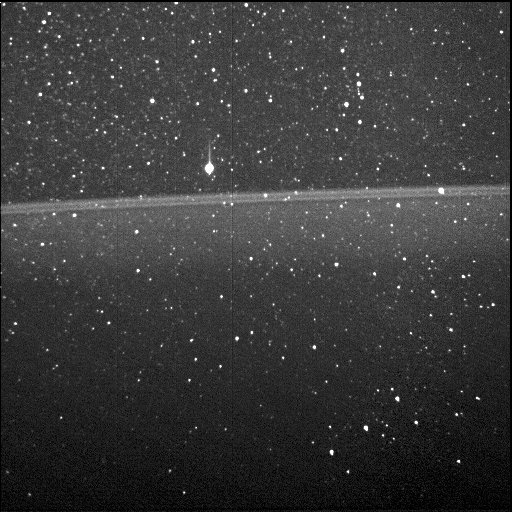
حلقه‌ها همانطور که از درون توسط فضاپیمای جونو مشاهده شده‌اند
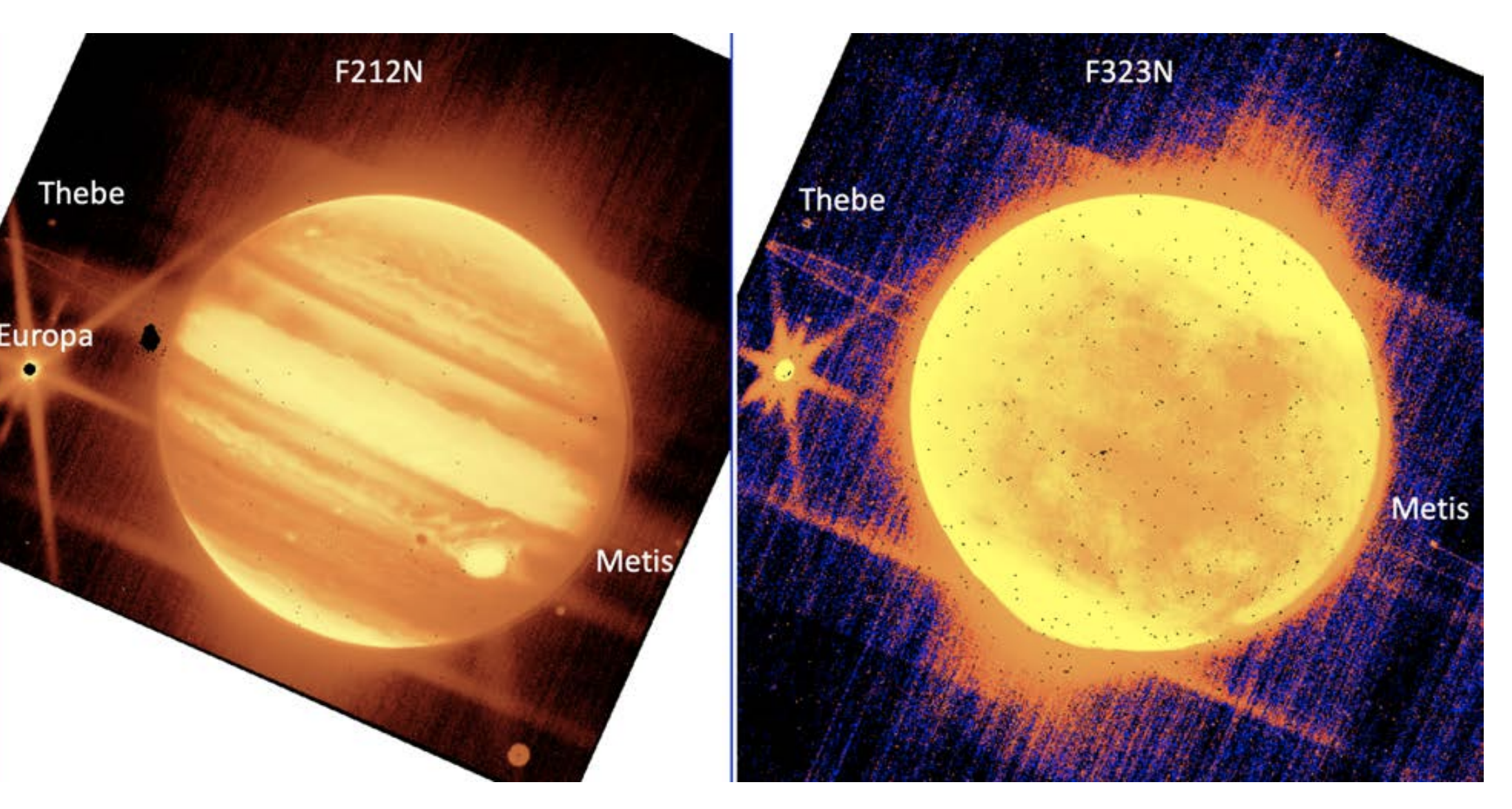
عکس تلسکوپ فضایی جیمز وب از مشتری و حلقه‌ها در فروسرخ در ۲.۱۲ و ۳.۲۳ میکرومتر